# グッバイフジヤマ
グッバイフジヤマは、日本のロックバンドである。2019年の活動終了まで、東京を中心に全国のライブハウスで活動していた。本稿では、グッバイフジヤマの後継バンドである「愛しておくれ」についても記述する。

## 概要
大学卒業後就職したものの「バンドをやりたい」と数ヶ月で退職した中山が、高校の同級生だった中澤と中澤の幼馴染である冬木を誘ってスタジオに入ったことから始まった。
結成当初は「ルンペンフジヤマ」というバンド名で活動していたが、2013年から現在の「グッバイフジヤマ」というバンド名になった。
バンドの名付け親はGEEKSTREEKSのカワノヤスユキとイツエの馬場義也である。
その音楽性は、GOING STEADYや銀杏BOYZ、andymoriといった邦楽ロックをルーツにしつつ、小沢健二の渋谷系ポップスの要素も取り入れるなど、ロックとポップスを融合したものとなっている。初期においては「平成の渋谷系」を自称するなど、よりポップス色の強いサウンドであったが、バンド末期においてはむしろパンクロック色を強めていた。

ほぼ全てのアーティスト写真を、andymoriや神聖かまってちゃんなどの撮影で知られる佐藤哲郎が担当している。

## メンバー

### 活動終了時メンバー
中山卓哉（なかやま たくや、1987年12月15日 - ）ボーカル、ギター
- 山梨県出身。

小島”lue”秀和（こじま“るー”ひでかず、1987年6月24日 - ）ギター
- 神奈川県川崎市出身。
- 愛称の「ルー」は、ルー大柴並に顔が濃いということで学生時代に付けられたあだ名。
- 実兄も元ギタリストで、奥井雅美・加藤ミリヤ・水樹奈々などのライブサポートを経験したスタジオ・ミュージシャンであった。
- かなりの「天然」である。

中澤健介（なかざわ けんすけ、1987年2月13日 - ）ベース
- 山梨県出身。
- 中山とは高校の同級生。
- 普段あまり喋ることはないが、メンバーには「世界で一番面白い奴」と評されている。[5]

高原星美（たかはら ほしみ、1987年12月5日 - ）ドラムス
- 神奈川県横浜市出身。
- 2014年7月までTHE楽団マーキュリーに在籍していた。
- 東京ヤクルトスワローズの大ファン。
- 実家で飼っている黒猫の「ココ」を溺愛している。

### 元メンバー
冬木涼太（ふゆき りょうた）ドラムス
- 中澤の幼馴染であり、小島とは専門学校の同級生。

宮元ナナ（みやもと なな）キーボード
- 愛称は「ちゃんなな」

### 元サポートメンバー
稲荷直史（いなり なおふみ）キーボード
- サポート期間は2014年1月～2014年12月。[6]
- リコチェットマイガールのボーカル＆キーボードとして活動中。

## 略歴
- 2010年
  - 年末、中山・中澤・冬木の3名でスタジオに入る。
- 2011年
- 2012年
  - 8月、グッバイフジヤマに改名する。
- 2013年
  - 11月、冬木及び宮元が脱退する。後にメンバーになる高原がDrumsでサポートにつく。
- 2014年
  - 12月、高原が正式加入。
- 2015年
- 2016年
- 2017年
  - 1月28日、BAYCAMP201701に出演。
  - 3月4日、見放題東京2017に出演。関西以外のバンドがトリを飾るという、見放題歴史上初となる大役を任された。[7]
  - 4月1日、下北沢GARDENで開催された1stアルバム「この胸いっぱいの愛を」リリースツアー“ALL WE NEED IS LOVE”において、テイチクエンタテインメント内レーベルであるインペリアルレコードよりメジャーデビューすることを発表。[8]
- 2019年
  - Gt.小島"lue"秀和が家庭の事情でバンドを離れることとなり、グッバイフジヤマの活動を6月30日渋谷WWWツアーファイナルワンマンを最後に終了することを発表[9]。
  - 同日、中山、中澤及び高原はギタリストの小畑哲平を迎え、新たな4人組バンド「愛しておくれ」を結成し、以後ライブ活動を継続している。

## 作品

### インディーズ

#### 会場限定盤
※1st・2nd・3rd Demoはルンペンフジヤマ名義

## グッバイフジヤマのMV
| 監督                          | 作品名                                  | その他                                                                 |
| ----------------------------- | --------------------------------------- | ---------------------------------------------------------------------- |
| タンザワユウキ                | 「戦争しましょう」                      |                                                                        |
| ？？？                        | 「ひばりくんの憂鬱」                    |                                                                        |
| カワノヤスユキ（GEEKSTREEKS） | 「きるみべいび」                        |                                                                        |
| 佐藤哲郎                      | 「やまぐちみかこに騙された」            | 見放題2015のライブ会場などで撮影された                                 |
| ？？？                        | 「はっぴいえんど」                      | ゆるめるモ!のあのが出演                                                |
| 加藤マニ                      | 「ですとらくしょん！/Summer of Lovers」 | 1つの動画を逆再生することで2曲分の動画にした画期的な手法が話題を呼んだ |
| 加藤マニ                      | 「星めぐりのこどもたち」                | メンバーの地元・実家等で撮影された                                     |
|                               | 「All You Need Is Love」                | ファンから画像・動画を募り作成した                                     |
| 加藤マニ                      | 「チェリー」                            | 禁断の多数決のほげちゃんが出演                                         |
| 加藤マニ                      | 「ぼーいふれんど」                      | ゆるめるモ!のあのが出演                                                |
| 加藤マニ                      | 「ダーリン！」                          | ゆるめるモ!のあのが出演                                                |

## 愛しておくれ
愛しておくれ（あいしておくれ）は、日本のロックバンドである。略称は「おくれ」。レーベルは自主レーベルのふがくRecords。グッバイフジヤマの活動終了後に、別のバンドとして新たに結成されたが、ライブのレパートリーには一部グッバイフジヤマ時代の楽曲が引き継がれるなど、一定の連続性を有する。

### 概要
グッバイフジヤマは2019年6月30日をもって活動を終了した。同日、グッバイフジヤマのメンバーである中山卓哉、仲沢犬助（中澤健介）、高原星美及びサポートギタリストであった小畑哲平が、新たなバンドとして、愛しておくれを結成した。
バンド名は、中山が影響を受けたという峯田和伸のロックバンド、GOING STEADYの代表曲、「愛しておくれ」に由来する。バンド名として同曲名を使用するにあたって、中山が峯田に許可を願い出たところ、峯田は「好き勝手に使っていいよ。お互いがんばろうね」と快諾した。（中山本人のブログによれば「いい名前ですね、どうぞ使ってください」との返信を受けたという）
その音楽性は、GOING STEADY及び銀杏BOYZに強い影響を受けた青春パンクである。前身のグッバイフジヤマにおいてはパンクロックとポップスが混在する音楽性であったが、愛しておくれにおいてはよりパンクロックの傾向を強めている。

### 来歴
2019年6月30日、グッバイフジヤマの活動終了と同時に結成。同日、1stシングルとなる「こんな地獄のような世界で」を発売。
2019年12月24日、高円寺HIGHで初のワンマンライブ「地獄のクリスマス・イブ」を行う。
2020年2月22日から4月25日にかけて全国5都市を巡る初の全国ツアー「地獄からの救出ツアー2020」を開始したが、新型コロナウイルス感染症の流行により、仙台、名古屋、大阪心斎橋での公演が中止となり、また渋谷での公演が延期となった。

2021年2月23日、1stアルバムとなる「夢みる頃がおわっても」を発売。
2021年12月25日、新代田FEVERでのライブ「地獄からのハネムーンツアー"-コウノトリ編-」をもって一旦活動休止となる。これは、ドラマーの高原に第一子が誕生するため「育休」を実施するものとされ、祝福の中での活動休止となった。
2022年12月24日、下北沢SHELTERでのライブ「地獄のクリスマス・イヴ2022」にて活動を再開する。
2025年2月23日、4年間の制作期間を経て2ndアルバム「LOVE &PUNK」を発売。
2025年5月17日から7月3日にかけて大阪、北海道、東京を巡る5年ぶりとなるツアー「でっかい気持ち★どでかい愛 TOUR2025 」を行う。

### メンバー
| 名前                            | プロフィール                              | 担当楽器        | 備考 |
| ------------------------------- | ----------------------------------------- | --------------- | --- |
| 中山 卓哉 （なかやま たくや）   | 1987年12月15日（37歳） 日本 山梨県        | ボーカル ギター | - グッバイフジヤマの前身バンド、ルンペンフジヤマでデビュー。 - I'sのギタリストとしても活動。 - グッバイフジヤマの初代ドラマーである冬木涼太とのユニット「星めぐりのこどもたち」を組み、不定期で公演を行う。 |
| 小畑 哲平 （おばた てっぺい）   | 1987年11月26日（37歳） 日本               | ギター          | - 愛称は「てぺ」。 - 以前はTHE楽団マーキュリーのギタリストとして活動。 - 2019年から活動終了まで、グッバイフジヤマにサポートとして参加。 - Neon Boys Fan Club名義でも活動している。                          |
| 仲沢 犬助 （なかざわ けんすけ） | 1987年2月13日（38歳） 日本 山梨県         | ベース          | - 本名及びグッバイフジヤマまでの名義は「中澤健介」。 - グッバイフジヤマの前身バンド、ルンペンフジヤマでデビュー。                                                                                           |
| 高原 星美 （たかはら ほしみ）   | 1987年12月5日（37歳） 日本 神奈川県横浜市 | ドラムス        | - 愛称は「ほっしー」。 - 以前はTHE楽団マーキュリーのドラマーとして活動。 - 2013年からグッバイフジヤマにサポートとして参加し、2014年12月に正式加入。                                                         |

### ディスコグラフィ

#### アルバム
|             | 発売日        | タイトル             | 規格品番 | 収録曲 | 備考                                                |
| ----------- | ------------- | -------------------- | -------- | --- | --------------------------------------------------- |
| 1stアルバム | 2021年2月23日 | 夢みる頃がおわっても | FGK-009  | 1.ユー・アー・ノット・アローン 2.VS 大人 3.キャッチャー・イン・ザ・ヘル 4.思春期のすべて 5.セブンティーン 6.山口美甘子に騙された 7.redo 8.退屈はぶっとばせ 9.お別れのチャイム 10.愛しておくれ 11.わたしを夢からつれだして 12.メランコリーベイビー 13.真夜中のなやみごと 14.アイ・スタンド・ヒア | 作詞・作曲・編曲:中山卓哉                           |
| 2ndアルバム | 2025年2月23日 | LOVE&PUNK            | FGK-010  | 1.LOVE&PUNK 2.サラウンド 3.杉並ドリーミン 4.ポラリス 5.永遠処女 6.十四歳 7.ひとつになれないケモノたち 8.DDDDestruction 9.dystopia 10.平凡ノイローゼ 11.微熱 12.チェリッシュ 13.愛しておくれ 14.星めぐりのこどもたち 15.夕暮れ、世界の終わり                                                     | 作詞・作曲・編曲:中山卓哉、小畑哲平(平凡ノイローゼ) |

### シングル
|                    | 発売日         | タイトル                 | 規格品番 | 収録曲                                                                                                   | 備考                                                       |
| ------------------ | -------------- | ------------------------ | -------- | --- | ---------------------------------------------------------- |
| 1st single         | 2019年6月30日  | こんな地獄のような世界で | FGK-002  | 1.キャッチャー・イン・ザ・ヘル 2.アイ・スタンド・ヒア 3.山口実甘子に騙された (live at kouenji clubliner) | 作詞・作曲・編曲:中山卓哉                                  |
| 2nd single         | 2019年??月??日 | 退屈はぶっとばせ         | FGK-005  | 退屈はぶっとばせ                                                                                         | 作詞・作曲・編曲:中山卓哉                                  |
| 1st digital single | 2021年12月24日 | 永遠処女                 |          | 永遠処女                                                                                                 | 作詞・作曲・編曲:中山卓哉 曲名の読みは「えいえんめいでん」 |
| 2nd digital single | 2023年1月14日  | 愛しておくれ             |          | 愛しておくれ                                                                                             | 作詞・作曲・編曲:中山卓哉                                  |
| 3rd digital single | 2023年5月3日   | サラウンド               |          | サラウンド                                                                                               | 作詞・作曲・編曲:中山卓哉                                  |

## 愛しておくれのMV
| 監督     | 作品名                           | その他                                                                             |  |
| -------- | -------------------------------- | ---------------------------------------------------------------------------------- |  |
| ？？？   | 「アイ・スタンド・ヒア」         | 高円寺で撮影され、仲沢が編集を行った                                               |  |
| ？？？   | 「わたしを夢から連れ出して」     |                                                                                    |  |
| 中山卓哉 | 「キャッチャー・イン・ザ・ヘル」 | 大山将司、ミスiD2021「アメイジングミスiD2021」「夢月賞」を受賞した苺谷ことりが出演 |  |
| ？？？   | 「セブンティーン」               | 苺谷ことりが出演                                                                   |  |
| 佐藤祐紀 | 「永遠処女」                     | 苺谷ことり、日月が出演                                                             |  |
| 佐藤祐紀 | 「愛しておくれ」                 | 歌詩が出演                                                                         |  |
| 高木美杜 | 「サラウンド」                   | 肥田日向、femme fataleおよび清竜人25のメンバーの頓知気さきなが出演                 |  |
| 高木美杜 | 「ポラリス」                     | 山口雄大、さくらが出演                                                             |  |
| 佐藤祐紀 | 「LOVE&PUNK」                    | MVで登場した蕎麦屋は神奈川県横浜市にある「わんこそば たち花」                      |  |